# Maasmechelen

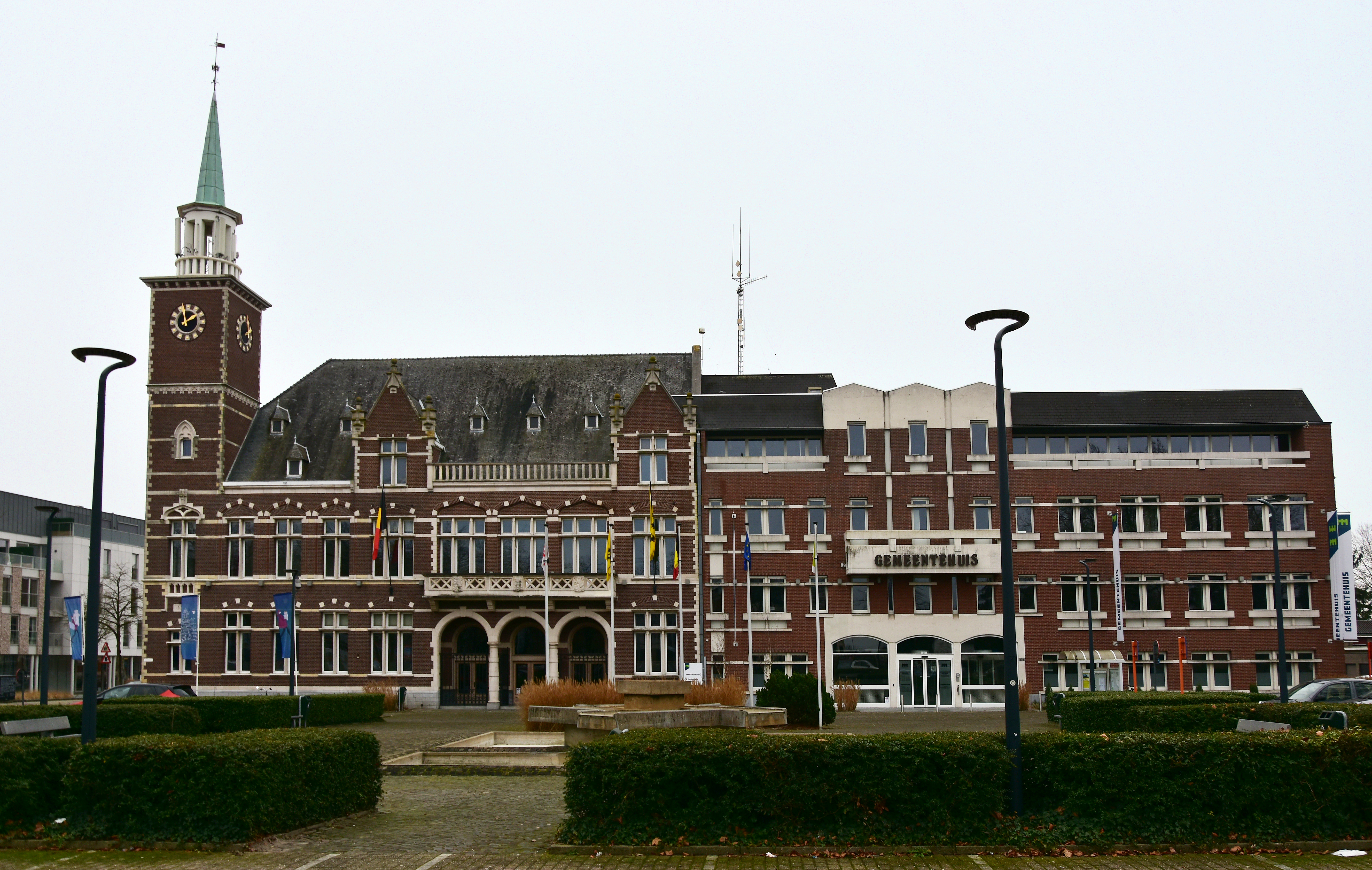
Het gemeentehuis van Maasmechelen

Maasmechelen is een gemeente in de Belgische provincie Limburg en overschreed in juni 2023 de kaap van 40.000 inwoners. De gemeente omvat de voormalige gemeenten Mechelen-aan-de-Maas, Vucht met het dorp en de tuinwijk, Leut, Meeswijk, Uikhoven, Eisden met de woonkernen Eisden-Dorp en Eisden-Tuinwijk, Opgrimbie, Boorsem en Kotem. Het is tevens de hoofdplaats van het kieskanton en gerechtelijk kanton Maasmechelen

## Geschiedenis

### Oudste geschiedenis
Archeologische vondsten tonen aan dat de Maasvallei al 8000 jaar geleden bewoond is geweest. Aan de voet van het Kempens Plateau lagen drogere gronden die een vast verblijf mogelijk maakten. Bossen op de terrassen maakten plaats voor akkerbouw.

### Romeinse tijd en middeleeuwen
Door de Romeinen werd een heerweg aangelegd. Deze weg werd een belangrijke verbinding van Tongeren en Maastricht naar Nijmegen aan de grens (Limes) van het Romeinse Rijk. Langs deze verbindingsweg lagen reeds en ontstonden verscheidene nederzettingen. Vanaf de 8e eeuw werden door de Franken verschillende dorpen gesticht in de regio. In de Franse tijd verloor de heirbaan gaandeweg zijn betekenis door de aanleg van de huidige N78, als onderdeel van de wegverbinding tussen Parijs en Hamburg.

### Moderne geschiedenis
In 1970 fuseerde Mechelen-aan-de-Maas met Eisden, Vucht en Opgrimbie. De nieuw gevormde gemeente kreeg Mechelen-aan-de-Maas als centrum, omdat dit van de vier gemeenten de grootste in oppervlakte en sinds de Franse tijd een kantonhoofdplaats was. De fusiegemeente kreeg de nieuwe naam Maasmechelen. In 1977 werden de gemeenten Boorsem (met Kotem) en Uikhoven bij Maasmechelen gevoegd. De grindwinningsbedrijven die daar lagen waren naast de mijn en de witzandgroeve een gunstige aanvulling voor de industriële economie. In het noordoosten werden in dat jaar ook Leut en Meeswijk bij de gemeente gevoegd. Dit zorgde voor een grotere agrarische bedrijvigheid binnen de gemeente.
De sluiting van de mijn van Eisden in 1987, het geleidelijk stopzetten van de grindwinning na het grinddecreet en de afbouw van de witzandgroeve in de gemeente veroorzaakten groeiende problemen op gebied van inkomen, werkgelegenheid, samenleven en welbevinden. Er werd door diverse overheden geïnvesteerd in de aanleg van zones voor kleine en middelgrote ondernemeningen en de komst van nieuwe winkelcentra, in nieuwe en gerenoveerde woonzones, het opnemen van een aanzienlijk aandeel van de gemeentelijke oppervlakte in het eerste nationaal park van het Vlaams Gewest en het opzetten van nieuwe infrastructuur voor zachte vormen van toerisme.

## Geografie
Het grootste deel van Maasmechelen ligt in de Maasvallei, op de linkeroever van de Grensmaas. De westelijke rand van de gemeente, aan de grens met Zutendaal en As, ligt op het Kempens Plateau. Tussen de Maas en het Kempens Plateau ligt een trapvormig rivierterras en een steilrand van gemiddeld 45 meter. In Maasmechelen ligt deze steilrand bijna volledig in bos- en heidegebied.

### Deelgemeenten
|   | Naam                 | Opp. (km²) | Inwoners (2020) | Inwoners per km² | NIS-code |
| - | -------------------- | ---------- | --------------- | ---------------- | -------- |
| 1 | Mechelen-aan-de-Maas | 33,83      | 15.499          | 458              | 73107A   |
| 2 | Opgrimbie            | 13,14      | 3.630           | 276              | 73107B   |
| 3 | Vucht                | 3,85       | 3.436           | 891              | 73107C   |
| 4 | Eisden               | 7,88       | 10.338          | 1.312            | 73107D   |
| 5 | Leut                 | 2,99       | 1.581           | 528              | 73107E   |
| 6 | Meeswijk             | 4,37       | 947             | 217              | 73107F   |
| 7 | Boorsem              | 6,69       | 2.272           | 340              | 73107G   |
| 8 | Uikhoven             | 4,09       | 1.200           | 293              | 73107H   |

### Aangrenzende gemeenten
De gemeente Maasmechelen grenst aan de volgende gemeenten:
| Aangrenzende gemeenten | Aangrenzende gemeenten | Aangrenzende gemeenten | Aangrenzende gemeenten | Aangrenzende gemeenten |
| ---------------------- | ---------------------- | ---------------------- | ---------------------- | ---------------------- |
| As                     |                        | Dilsen-Stokkem         |                        |                        |
|                        |                        |                        |                        |                        |
| Genk                   | Stein (NL)             |                        |                        |                        |
|                        |                        |                        |                        |                        |
| Zutendaal              |                        | Lanaken                |                        | Meerssen (NL)          |

## Waterlopen

### Bevaarbaar
De enige bevaarbare waterloop in Maasmechelen is de Zuid-Willemsvaart, deze werd 2 eeuwen geleden gegraven omdat de Maas ten noorden van Maastricht onbevaarbaar is voor binnenschepen.

### Onbevaarbaar
Een verzameling van alle onbevaarbare waterlopen in Maasmechelen met de deelgemeenten waardoor ze stromen in volgorde van bron naar monding.
- de Genootsbeek (Leut, Meeswijk)
- de Kikbeek (Opgrimbie, Mechelen-aan-de-Maas)
- de Langebroekbeek/Langbroekbeek (Vucht, Leut)
- de Maas (Uikhoven, Boorsem, Kotem, Leut, Meeswijk)
- de Rachelsbeek (Eisden-dorp)
- de Vrietselbeek (Eisden-dorp)
- de Wiemerbeek (Opgrimbie)
- de Ziepbeek (Opgrimbie, Rekem (gemeente Lanaken), Uikhoven, Boorsem, Kotem)

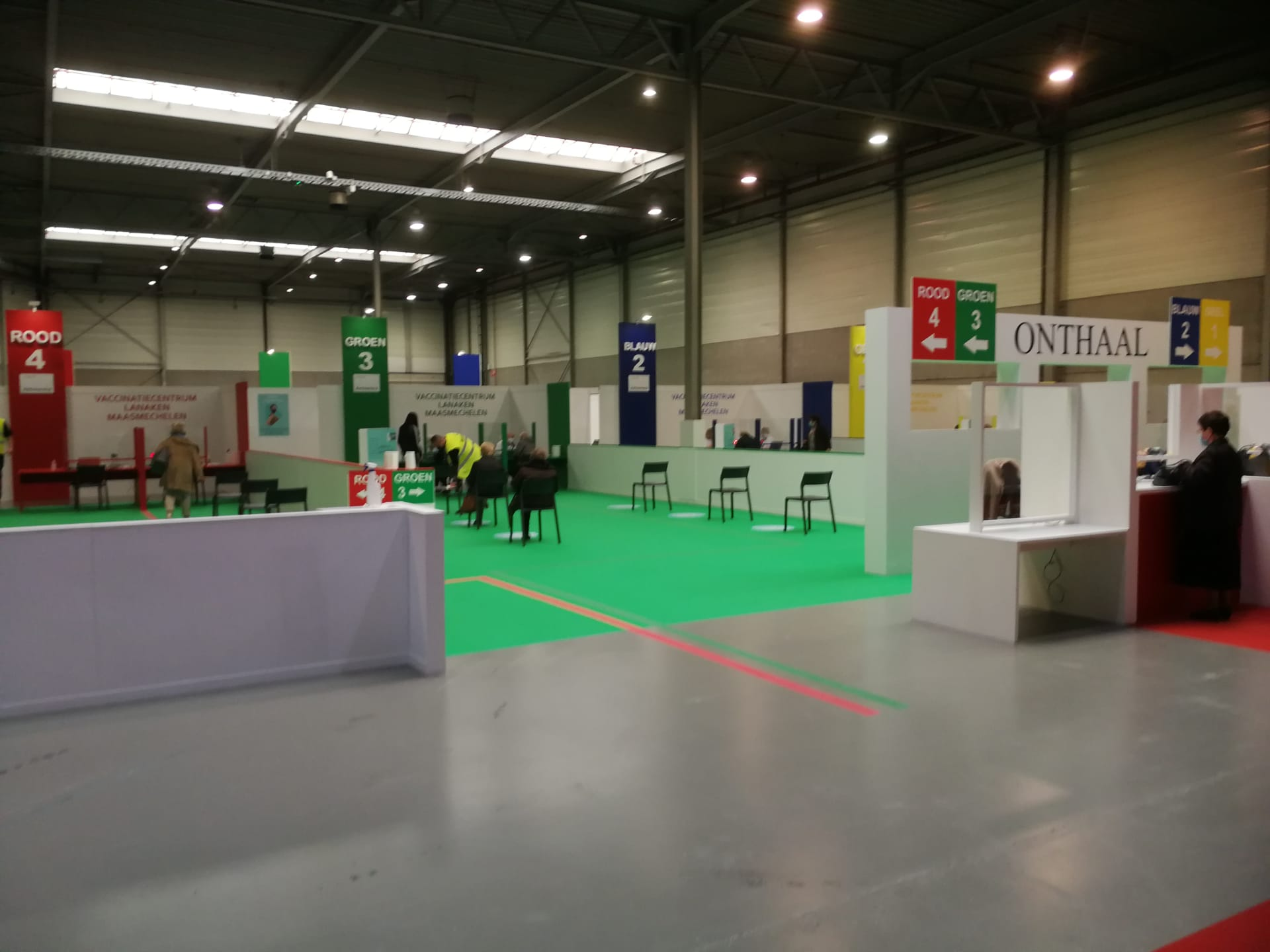
Vaccinatiecentrum tegen COVID-19 in Maasmechelen

## Mobiliteit
Maasmechelen heeft een op- en afrit naar de autosnelweg E314, die Brussel en Leuven via Knooppunt Lummen en Knooppunt Kerensheide met Heerlen en Aken verbindt. De Rijksweg N78 is een bredere verkeersweg, die parallel loopt met de Grensmaas. Een opsomming van alle gewestwegen en autosnelwegen:
- N78 Riemst - Maasmechelen - Kinrooi
- N763 Maasmechelen - As
- E314 Leuven - Maasmechelen - Aken
- N75 Hasselt - As/Maasmechelen - Dilsen-Stokkem

Maasmechelen heeft een ontsluitingsweg die evenwijdig loopt met de Zuid-Willemsvaart. Deze verbindt de rotonde op de N78 bij de E314-afrit 'Maasmechelen' in het zuiden, met Eisden en Maasmechelen Village in het noorden van de gemeente.
Spoorlijn 21B werd gebruikt door het Kolenspoor, een vereniging van vrijwilligers die opgeknapte treinstellen inzette voor toeristische ritten, maar is sinds 2014 definitief gesloten voor treinverkeer. Er was door achterstallig onderhoud van de treinsporen geen treinvervoer meer mogelijk vanuit Waterschei en As naar Eisden. Deze spoorlijn wordt nu onderdeel van de Kolenspoorroute, de 46 kilometer lange fietssnelweg F75, die Beringen-Mijn via Genk met Maasmechelen verbindt.
Na jaren plannen en discussie is er -in het kader van het Spartacusplan- een trambusverbinding aangekondigd die het spoorwegstation van Hasselt, de Universiteit Hasselt in Diepenbeek en het station van Genk zal verbinden met het centrum van Maasmechelen en het eindstation bij Maasmechelen Village en Terhills. Het is de bedoeling dat deze trambus waar mogelijk een eigen bedding zal krijgen en vaker zal rijden.

## Klimaat
| Maand                                                                                                   | jan  | feb  | mrt  | apr  | mei  | jun  | jul  | aug  | sep  | okt  | nov  | dec  | Jaar |
| --- | ---- | ---- | ---- | ---- | ---- | ---- | ---- | ---- | ---- | ---- | ---- | ---- | ---- |
| Hoogste maximum (°C)                                                                                    | 11,6 | 13,6 | 18,6 | 23,0 | 26,3 | 30,3 | 31,7 | 32,4 | 27,6 | 23,8 | 17,3 | 12,4 | 32,4 |
| Gemiddeld maximum (°C)                                                                                  | 6,0  | 7,1  | 1,0  | 14,9 | 18,7 | 21,2 | 23,7 | 23,9 | 20,3 | 16,2 | 10,4 | 6,5  | 14,2 |
| Gemiddeld minimum (°C)                                                                                  | 1,0  | 0,9  | 2,8  | 4,7  | 8,2  | 10,8 | 12,8 | 12,6 | 10,2 | 7,3  | 4,1  | 1,9  | 6,5  |
| Laagste minimum (°C)                                                                                    | −5,3 | −4,3 | −2,6 | −1,6 | 1,4  | 4,8  | 7,3  | 7,0  | 4,4  | −0,3 | −1,7 | −4,2 | −5,3 |
| Zonuren (uur/dag)                                                                                       | 4,7  | 5,4  | 6,9  | 7,7  | 8,2  | 8,2  | 9,1  | 9,5  | 8,5  | 8,3  | 5,2  | 4,2  | 7,2  |
| Bron: https://www.buienradar.be/weer/maasmechelen/be/2791961/klimaat (geraadpleegd op 9 september 2019) |      |      |      |      |      |      |      |      |      |      |      |      |      |

## Demografie

### Demografische ontwikkeling
Alle historische gegevens hebben betrekking op de huidige gemeente, inclusief deelgemeenten, zoals ontstaan na de fusie van 1 januari 1977.
- Bronnen:NIS, Opm:1831 tot en met 1981=volkstellingen; 1990 en later= inwonertal op 1 januari

| Inwoners van jaar tot jaar op 1 januari 1992 tot heden | Inwoners van jaar tot jaar op 1 januari 1992 tot heden | Inwoners van jaar tot jaar op 1 januari 1992 tot heden |
| jaar                                                   | Aantal                                                 | Evolutie: 1992=index 100                               |
| ------------------------------------------------------ | ------------------------------------------------------ | ------------------------------------------------------ |
| 1992                                                   | 34.426                                                 | 100,0                                                  |
| 1993                                                   | 34.792                                                 | 101,1                                                  |
| 1994                                                   | 35.090                                                 | 101,9                                                  |
| 1995                                                   | 35.315                                                 | 102,6                                                  |
| 1996                                                   | 35.505                                                 | 103,1                                                  |
| 1997                                                   | 35.500                                                 | 103,1                                                  |
| 1998                                                   | 35.493                                                 | 103,1                                                  |
| 1999                                                   | 35.400                                                 | 102,8                                                  |
| 2000                                                   | 35.430                                                 | 102,9                                                  |
| 2001                                                   | 35.564                                                 | 103,3                                                  |
| 2002                                                   | 35.751                                                 | 103,8                                                  |
| 2003                                                   | 35.923                                                 | 104,3                                                  |
| 2004                                                   | 36.032                                                 | 104,7                                                  |
| 2005                                                   | 36.175                                                 | 105,1                                                  |
| 2006                                                   | 36.255                                                 | 105,3                                                  |
| 2007                                                   | 36.456                                                 | 105,9                                                  |
| 2008                                                   | 36.670                                                 | 106,5                                                  |
| 2009                                                   | 36.818                                                 | 106,9                                                  |
| 2010                                                   | 36.937                                                 | 107,3                                                  |
| 2011                                                   | 37.177                                                 | 108,0                                                  |
| 2012                                                   | 37.369                                                 | 108,5                                                  |
| 2013                                                   | 37.421                                                 | 108,7                                                  |
| 2014                                                   | 37.429                                                 | 108,7                                                  |
| 2015                                                   | 37.609                                                 | 109,2                                                  |
| 2016                                                   | 37.696                                                 | 109,5                                                  |
| 2017                                                   | 37.813                                                 | 109,8                                                  |
| 2018                                                   | 38.193                                                 | 110,9                                                  |
| 2019                                                   | 38.516                                                 | 111,9                                                  |
| 2020                                                   | 38.933                                                 | 113,1                                                  |
| 2021                                                   | 39.161                                                 | 113,8                                                  |
| 2022                                                   | 39.409                                                 | 114,5                                                  |
| 2023                                                   | 39.914                                                 | 115,9                                                  |
| 2024                                                   | 40.219                                                 | 116,8                                                  |
| 2025                                                   | 40.486                                                 | 117,6                                                  |

## Politiek

### Structuur
De gemeente Maasmechelen ligt in het kieskanton Maasmechelen en het provinciedistrict Maasmechelen, het kiesarrondissement Hasselt-Tongeren-Maaseik (identiek aan de kieskring Limburg).
| Maasmechelen     | Maasmechelen     | Supranationaal         | Nationaal                         | Nationaal          | Gemeenschap       | Gewest            | Provincie         | Arrondissement           | Provinciedistrict | Kanton          | Gemeente        |
| ---------------- | ---------------- | ---------------------- | --------------------------------- | ------------------ | ----------------- | ----------------- | ----------------- | ------------------------ | ----------------- | --------------- | --------------- |
| Administratief   | Niveau           | Europese Unie          | België                            | België             | Vlaanderen        | Vlaanderen        | Limburg           | Tongeren                 | Tongeren          | Tongeren        | Maasmechelen    |
| Administratief   | Bestuur          | Europese Commissie     | Belgische regering                | Belgische regering | Vlaamse regering  | Vlaamse regering  | Deputatie         | Deputatie                | Deputatie         | Deputatie       | Gemeentebestuur |
| Administratief   | Raad             | Europees Parlement     | Kamer van volksvertegenwoordigers | Vlaams Parlement   | Vlaams Parlement  | Vlaams Parlement  | Provincieraad     | Provincieraad            | Provincieraad     | Provincieraad   | Gemeenteraad    |
| Kiesomschrijving | Kiesomschrijving | Nederlands Kiescollege | Kieskring Limburg                 | Kieskring Limburg  | Kieskring Limburg | Kieskring Limburg | Kieskring Limburg | Hasselt-Tongeren-Maaseik | Maasmechelen      | Maasmechelen    | Maasmechelen    |
| Verkiezing       | Verkiezing       | Europese               | Federale                          | Federale           | Vlaamse           | Vlaamse           | Provincieraads-   | Provincieraads-          | Provincieraads-   | Provincieraads- | Gemeenteraads-  |

### Geschiedenis

#### (Voormalige) burgemeesters
| Tijdspanne | Tijdspanne   | Burgemeester                          |
| ---------- | ------------ | ------------------------------------- |
|            | 1971 - 1976  | Jef Smeets (CVP)                      |
|            | 1977 - 1979  | Albert Dexters (CVP)                  |
|            | 1980 - 1982  | André Reul (CVP)                      |
|            | 1983 - 1989  | Jef Smeets (CDP, afgesplitst van CVP) |
|            | 1990 - 1994  | Wim Terwingen (CVP)                   |
|            | 1995 - 2000  | Georges Lenssen (VLD)                 |
|            | 2001 - 2006  | Wim Terwingen (CD&V)                  |
|            | 2007 - 2012  | Georges Lenssen (Open Vld)            |
|            | 2013 - heden | Raf Terwingen (CD&V)                  |

#### Legislatuur 1983 - 1988
Bij de verkiezingen van 1982 namen de christendemocraten verdeeld aan de verkiezingen deel, enerzijds was er de CVP en anderzijds de Christen Democratische Partij (CDP).

#### Legislatuur 1989 - 1994
In 1988 namen de kieslijsten Democratische Unie In Maasmechelen (DUIM) en PAM deel aan de verkiezingen.

#### Legislatuur 1995 - 2000
In 1994 nam de kieslijst Maasmechelen TweeDuizend (MTD) deel aan de verkiezingen.

#### Legislatuur 2001 - 2006
In 1994 nam de VLD deel aan de verkiezingen als Lijst van de Burgemeester (LvB).

#### Legislatuur 2013 - 2018
Burgemeester is Raf Terwingen (CD&V). Hij leidt een coalitie bestaande uit CD&V, Open Vld en N-VA. Samen vormen ze de meerderheid met 25 op 33 zetels.

#### Legislatuur 2019 - 2024
Burgemeester bleef Raf Terwingen (CD&V). Zijn partij CD&V ging in zee met Open Vld, die samen een meerderheid met 18 op 33 zetels hadden.

#### Legislatuur 2024 - 2030
Raf Terwingen (CD&V) bleef burgemeester. Zijn partij CD&V vormde een coalitie met de lokale partij Puur-Maasmechelen en het socialistische Vooruit.

#### Resultaten gemeenteraadsverkiezingen sinds 1976
| Partij of kartel     | Partij of kartel                                               | 10-10-1976 | 10-10-1976 | 10-10-1982 | 10-10-1982 | 9-10-1988 | 9-10-1988 | 9-10-1994 | 9-10-1994 | 8-10-2000 | 8-10-2000 | 8-10-2006 | 8-10-2006 | 14-10-2012 | 14-10-2012 | 14-10-2018 | 14-10-2018 | 13-10-2024 | 13-10-2024 |
| Stemmen / Zetels     | Stemmen / Zetels                                               | %          | 31         | %          | 31         | %         | 31        | %         | ?         | %         | 33        | %         | 33        | %          | 33         | %          | 33         | %          | 35         |
| -------------------- | -------------------------------------------------------------- | ---------- | ---------- | ---------- | ---------- | --------- | --------- | --------- | --------- | --------- | --------- | --------- | --------- | ---------- | ---------- | ---------- | ---------- | ---------- | ---------- |
|                      | PVDA1/ PVDA+2                                                  | 0,371      | 0          | 0,391      | 0          | 0,281     | 0         | 0,421     | 0         | -         |           | -         |           | 2,532      | 0          | 3,71       | 0          | 3,3        | 0          |
|                      | SP1/ sp.a-GroenB/ sp.a2/ Vooruit + Solidair3                   | 20,771     | 6          | 23,331     | 8          | 29,71     | 11        | 24,251    | ?         | 22,191    | 8         | 22,03B    | 8         | 21,37B     | 7          | 9,02       | 3          | 6,83       | 2          |
|                      | Agalev1/ sp.a-GroenB / Groen2                                  | -          |            | -          |            | 4,611     | 0         | 5,421     | 1         | 5,371     | 1         | 22,03B    | 8         | 21,37B     | 7          | -          |            | 1,92       | 0          |
|                      | CVP1/ Christen Democratische Partij2/ CD&V+N-VAA/ CD&V3        | 57,241     | 20         | 28,261     | 10         | 33,991    | 12        | 33,261    | 12        | 32,81     | 12        | 31,53A    | 11        | 31,613     | 11         | 30,13      | 12         | 26,93      | 11         |
| 26,892               | CVP1/ Christen Democratische Partij2/ CD&V+N-VAA/ CD&V3        | 57,241     | 20         | 9          |            | 33,991    | 12        | 33,261    | 12        | 32,81     | 12        | 31,53A    | 11        | 31,613     | 11         | 30,13      | 12         | 26,93      | 11         |
|                      | VU1 / CD&V+N-VAA / N-VA2/ N-VA-ademMC                          | 5,271      | 1          | -          |            | 8,121     | 2         | 1,341     | 0         | -         |           | 31,53A    | 11        | 14,722     | 5          | 11,62      | 4          | 20,6C      | 8          |
|                      | ademM1 / N-VA-ademMC                                           | -          |            | -          |            | -         |           | -         |           | -         |           | -         |           | -          |            | 7,5        | 2          | 20,6C      | 8          |
|                      | PVV1/ VLD2/ LvB3/ VLD-VIVANT4/ Open Vld5/ OpenMM6/ NieuwBlauw7 | 13,241     | 4          | 10,871     | 3          | 11,261    | 3         | 25,482    | ?         | 27,823    | 10        | 28,564    | 10        | 24,575     | 9          | 17,26      | 6          | 15,47      | 5          |
|                      | Vlaams Blok1/ Vlaams Belang2                                   | -          |            | -          |            | -         |           | 5,51      | ?         | 9,811     | 2         | 13,192    | 4         | 5,212      | 1          | 8,82       | 2          | 11,52      | 4          |
|                      | Puur-Maasmechelen                                              | -          |            | -          |            | -         |           | -         |           | -         |           | -         |           | -          |            | 12,1       | 4          | 13,6       | 5          |
|                      | PAM                                                            | -          |            | 6,73       | 1          | 0,14      | 0         | -         |           | -         |           | -         |           | -          |            | -          |            | -          |            |
|                      | DUIM                                                           | -          |            | -          |            | 11,9      | 3         | -         |           | -         |           | -         |           | -          |            | -          |            | -          |            |
|                      | Anderen (*)                                                    | 3,11       | 0          | 3,55       | 0          | -         |           | 4,32      | 0         | 0,98      | 0         | 4,69      | 0         | -          |            | -          |            | -          |            |
| Totaal stemmen       | Totaal stemmen                                                 | 15482      | 15482      | 17591      | 17591      | 18465     | 18465     | 19361     | 19361     | 22294     | 22294     | 23479     | 23479     | 23548      | 23548      | 25008      | 25008      | 15950      | 15950      |
| Opkomst %            | Opkomst %                                                      |            |            |            |            | 97,22     | 97,22     | 96,21     | 96,21     | 96,32     | 96,32     | 97,12     | 97,12     | 94,03      | 94,03      | 95,7       | 95,7       | 59,6       | 59,6       |
| Blanco en ongeldig % | Blanco en ongeldig %                                           | 3,17       | 3,17       | 4,51       | 4,51       | 4,99      | 4,99      | 4,86      | 4,86      | 4,01      | 4,01      | 4,10      | 4,10      | 3,06       | 3,06       | 3,9        | 3,9        | 0,6        | 0,6        |

De zetels van de gevormde meerderheid staan vetjes afgedrukt. De grootste partij staat in kleur.
De rode cijfers naast de gegevens duiden aan onder welke naam de partijen telkens bij een verkiezing opkwamen. 
 (*) 1976: Gemeentebelangen (2,53%), Jan-Rita (0,58%) / 1982: BETER / 1994: Maasmechelen TweeDuizend (3,77%), W.O.W. (0,55%) / 2000: NIEUW / 2006: Horizon

## Bezienswaardigheden
- In Eisden zijn de twee schachtbokken van de voormalige steenkoolmijn van Eisden van ver zichtbaar, ze staan nu in Terhills, het gesaneerde mijnterrein van 356 ha aan de rand van het Nationaal Park Hoge Kempen. De zuidelijke schachtbok werd snel herbouwd nadat de oorspronkelijke kort na de mijnsluiting was gedynamiteerd. Deze zou binnenkort ingericht worden als het nieuwe bezoekerscentrum bij de hoofdpoort naar het Nationaal Park. De even verderop gelegen noordelijke schachtbok is na een grondige opknapbeurt het decor voor een evenementenweide langs het Terhills Hotel, cinema Pathé/Euroscoop en bij Maasmechelen Village.
- Maasmechelen telt 2 grote shoppingcentra: M2, dat elk jaar 2 miljoen bezoekers telt[8] en Maasmechelen Village, een Factory Outlet Center dat elk jaar meer dan 2,5 miljoen funshoppers ontvangt.[9]
- Kasteel Vilain XIIII is een kasteel met een eeuwenoude geschiedenis dat zijn naam kreeg van de 19de-eeuwse burggraaf Charles-Ghislain Vilain XIIII. In 1957 werd er een vleugel bijgebouwd, voor de functie die het toen reeds had als ziekenhuis van de Steenkoolmijn van Eisden. Toerisme Vlaanderen is sinds eind 2021 eigenaar van het kasteel en wil in 2024 een masterplan voorbereiden voor de herbestemming van het kasteel en de erbij horende omgeving. Om die finale stap te kunnen zetten brengt het agentschap van de Vlaamse overheid deze zomer enkele toeristische experimenten naar het kasteeldomein.
- De Mechelse Heide is een deel van het Nationaal Park Hoge Kempen waar recreanten en toeristen kunnen wandelen en joggen in een van de laatste grote Limburgse heidevelden. Daar bevinden zich onder meer de Menhir op de Mechelse Heide met enkele andere grote stenen als relicten van de ontgrinding, en de restanten van een Duits militair oefenterrein uit de Eerste Wereldoorlog.
- Het Kolenspoor was een toeristische trein door het Nationaal Park Hoge Kempen over een gedeelte van de oude Spoorlijn 21B, die verschillende Limburgse mijnen met het Belgische spoorwegnet verbond. Vrijwilligers verzorgden ritten vanaf het - als monument beschermde - Station As richting Eisden en Waterschei. Er is nu een fiets- en wandelverbinding gepland tussen het voormalige station van Eisden en dat van As.
- De Maaswinkel is een 280 hectare groot natuurgebied en overstromingsgebied langs de Grensmaas, beheerd door de lokale afdeling van Natuurpunt. In het zuidelijke gedeelte van de Maaswinkel lag ooit een steenbakkerij die daar kleikuilen naliet waar in het voorjaar de zeldzame boomkikkers te horen zijn. Het noordelijk deel is een afgewerkt grindgebied met een grote waterplas bij het dorp Leut dat wordt begraasd door konikpaarden. Het gebied blijkt rijk aan nachtvlindersoorten die gebonden zijn aan doornige struwelen zoals meidoorn- en rozenstruiken.
- Door Maasmechelen loopt ook het fietsroutenetwerk dat in 1995 werd opgestart door het Regionaal Landschap Kempen en Maasland, met knooppunten en fietspaden door Maasmechelse natuurgebieden en langs de Zuid-Willemsvaart. Het concept van het Fietsroutenetwerk werd ontwikkeld door Hugo Bollen, destijds mijningenieur in Eisden, en vindt sindsdien navolging in heel Europa.
- Maasmechelen beschikt sinds de jaren 60 over het rallycrosscircuit het Duivelsbergcircuit pal naast het Koninklijk Domein van Opgrimbie.
- De Stormvogel is een korenmolen uit 1858 in Boorsem die in 2011 gerestaureerd en verbouwd is tot een hotel-restaurant.[10]
- Nieuw Leven is de naam van de standerdmolen in Leut uit 1801.

## Galerij

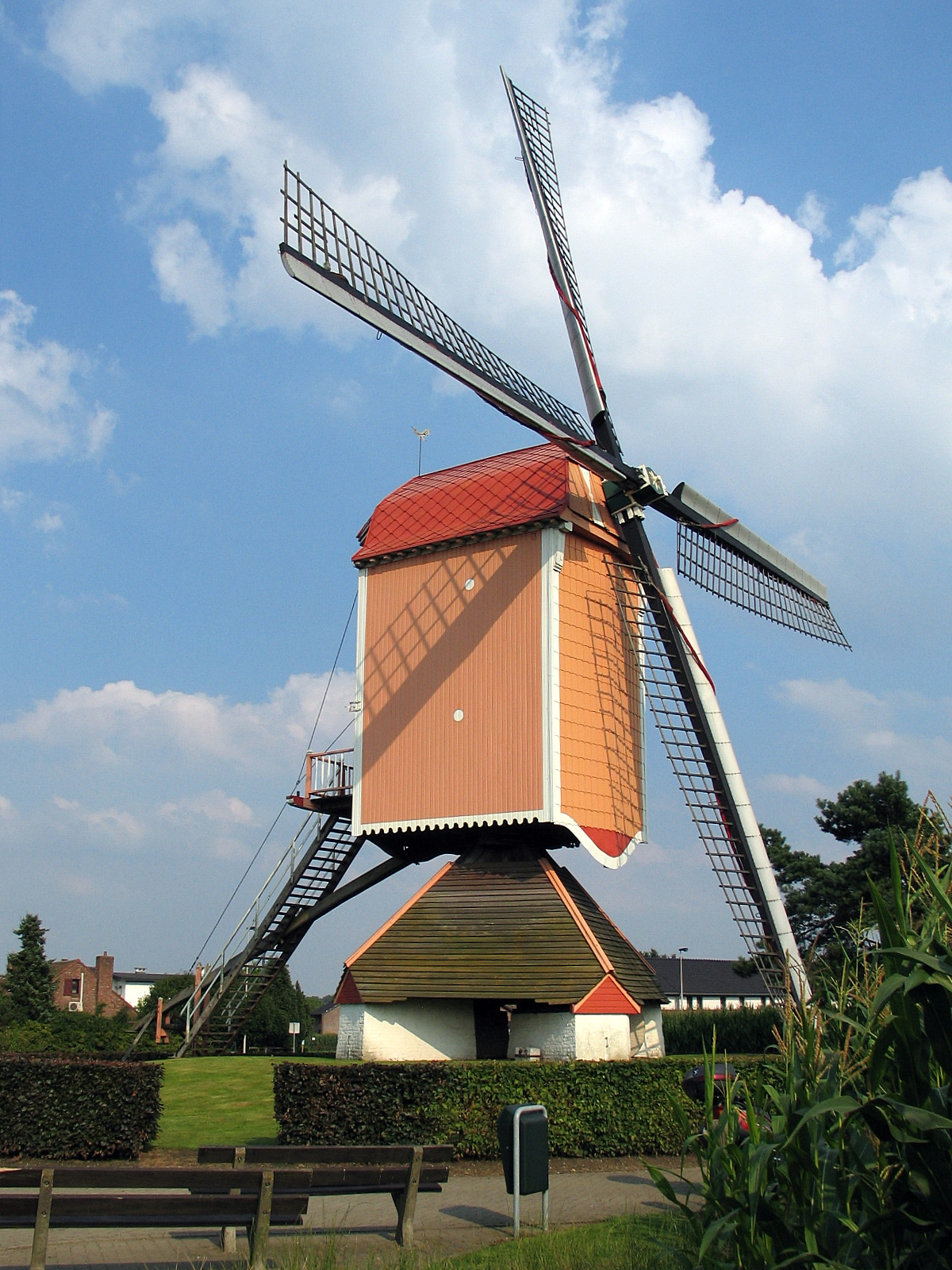
Molen Nieuw Leven in Leut
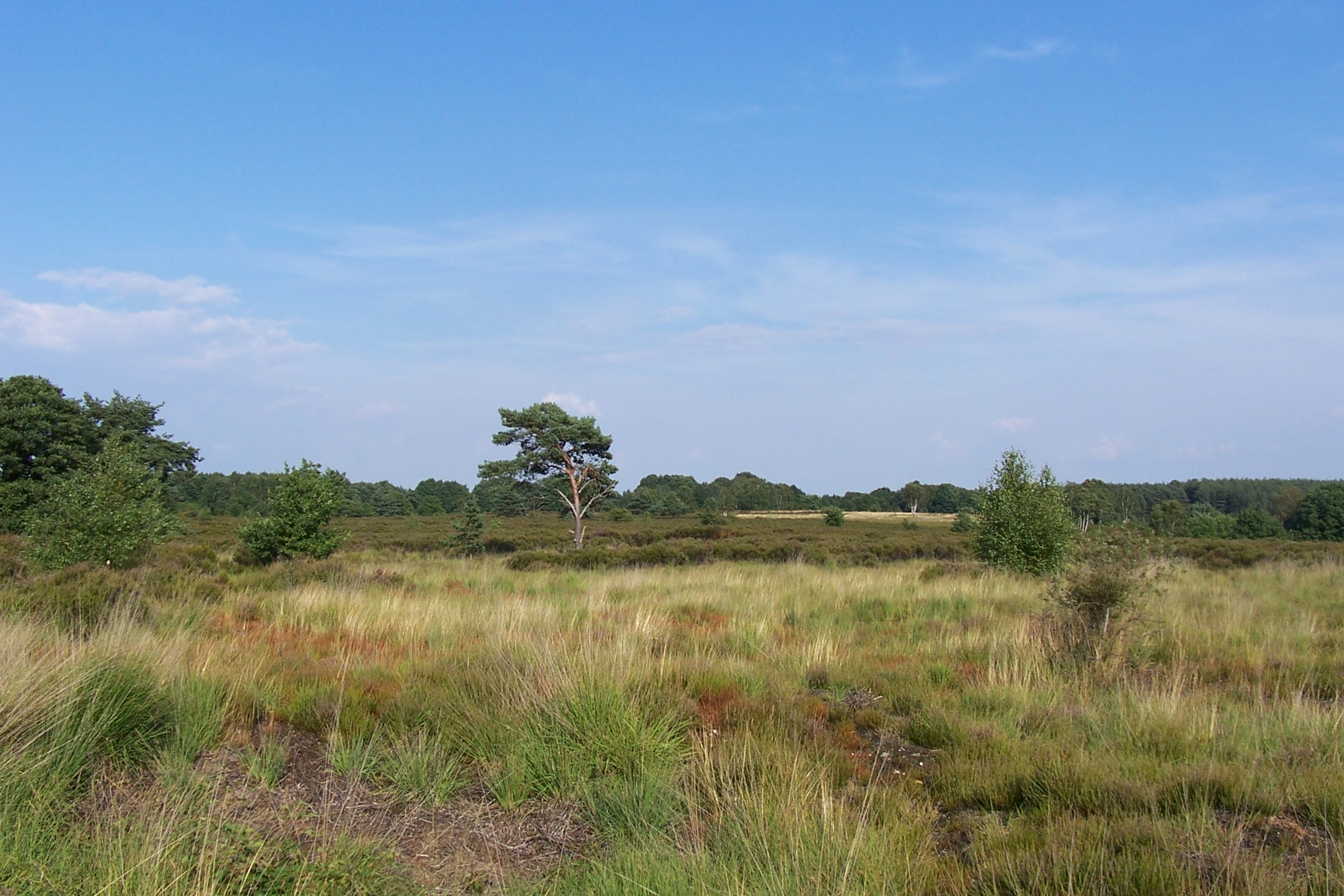
De Mechelse Heide
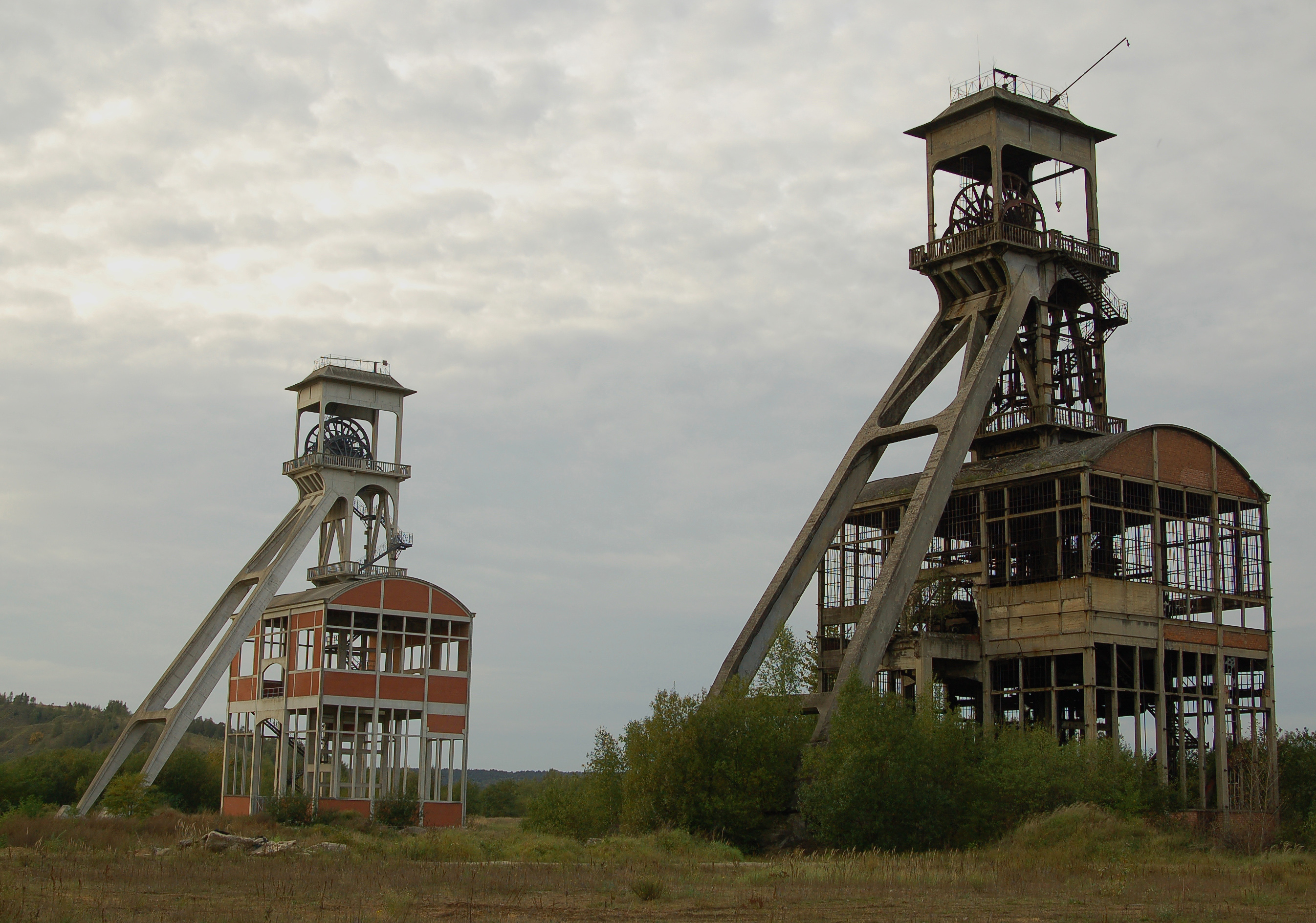
Schachtbokken van de mijn in Eisden
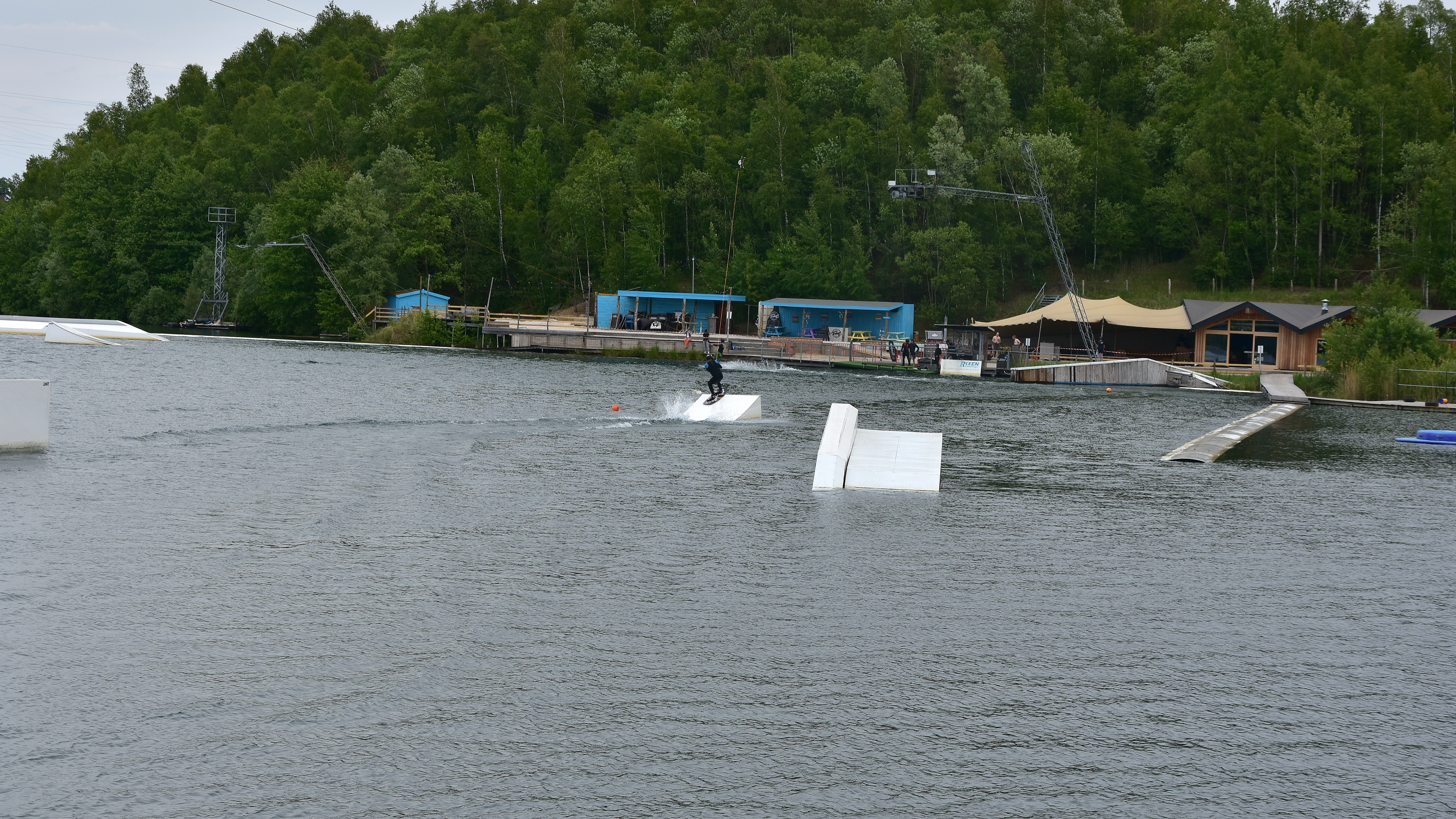
Terhills Cable Park

## Cultuur

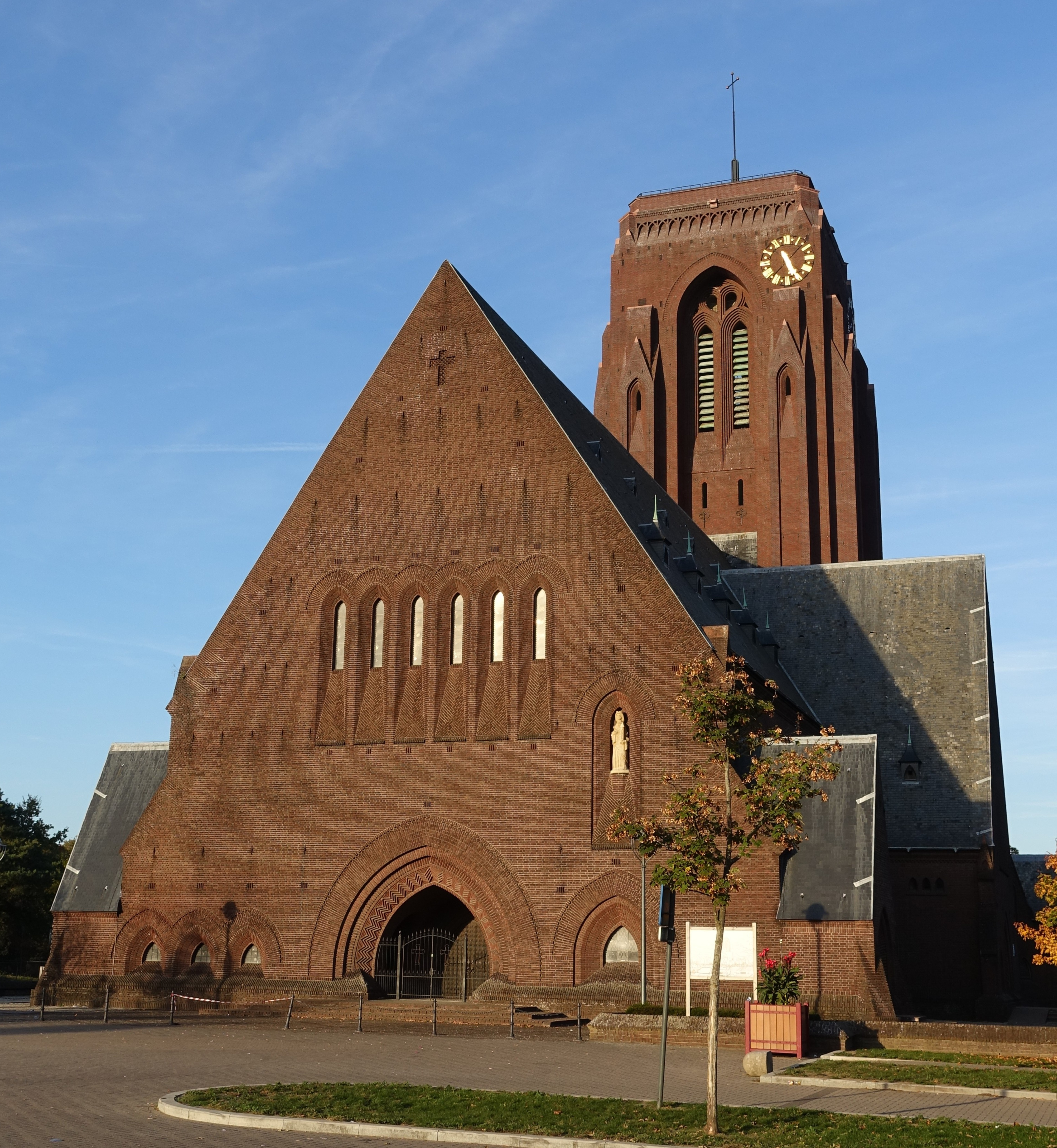
Eisden - Sint-Barbarakerk

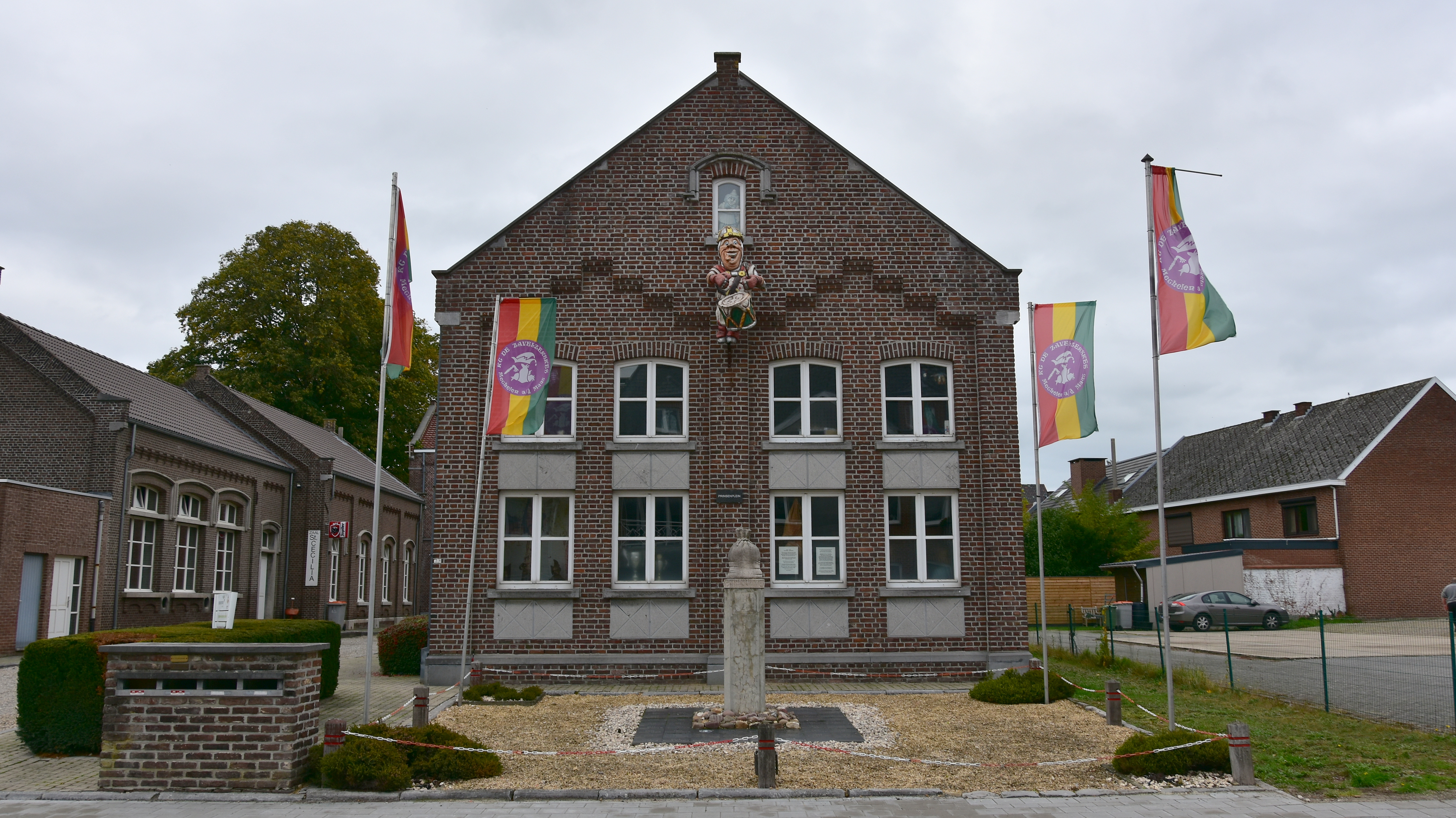
Carnavalmuseum aan de Deken Bernardstraat

- Maasmechelen staat bekend om zijn kosmopolitisch ingestelde restaurants en winkelwijken, waaronder vooral Italiaanse en Griekse eetgelegenheden opvallen. Chef-kok Danny Vanderhoven had van 2015 tot 2017 zijn keuken -met Michelinster- in het restaurant van het Terhills Hotel.
- Maasmechelen telt heel wat gebedshuizen: Er is een grote Turkse moskee, de Tevhid Camii, twee kleinere Marokkaanse gebedshuizen, een kleine Grieks-Orthodoxe Kerk van de heilige Dimitrios met een fraai interieur van houtsnijwerk, een kapel van de katholieke Italiaanse gemeenschap en een koninkrijkszaal van Jehova's getuigen. Van de katholieke kerken is de Sint-Barbara mijnkathedraal uit 1936 in Eisden-Tuinwijk de meest prestigieuze. De parochiekerken van Leut en Vucht hebben een goede akoestiek en worden regelmatig gebruikt voor klassieke concerten, georganiseerd door het Cultuurcentrum Maasmechelen.
- Maasmechelen beschikt over twee academies: de kunstacademie voor beeldende en audiovisuele kunsten en de academie voor muziek, toneel en dans. Beide academies zijn gevestigd in een authentiek mijngebouw, kopie van een statig stationsgebouw uit 1920, op het voormalige mijnterrein van Eisden dat zeer smaakvol werd gerestaureerd, dichtbij Terhills en Maasmechelen Village.
- Muziekbeoefening staat op een hoog niveau in Maasmechelen door de vele harmonieorkesten, fanfarekorpsen en zangkoren. Onder andere de succesvolle[11] Concertband Maasmechelen en de Koninklijke Harmonie Sint-Martinus van Opgrimbie.
- Cultuurcentrum Maasmechelen, gelegen in de tuin achter de directeurswoning van de steenkoolmijn, organiseert onder meer theatervoorstellingen, muziekuitvoeringen en kunsttentoonstellingen. Het centrum kan gebruik maken van een unieke Nannette Streicher pianoforte uit 1826 (in samenwerking met de Stichting Vilain XIIII).[12]
- Carnavalsoptochten zijn een diepgewortelde traditie in deze gemeente in het Maasland. Het carnavalsseizoen start op 11 november om 11 over 11 in de voormiddag. De zondagen na de Carnaval is er steeds een optocht in een kerkdorp van Maasmechelen of omgeving.

## Beeldcultuur
De Nederlandse televisieserie De Partizanen is gedeeltelijk opgenomen op het dorpsplein en in de straten van Leut.
Eind juli 2006 kwam Maasmechelen in het nieuws toen bekend werd dat in de fontein op het gemeenteplein een swastika herkend kan worden. Dit was door gebruikers van Google Earth opgevallen en gemeld aan de betrokkenen. De burgemeester zegde toe de fontein te laten verbouwen, hoewel Robert Tachelet, de architect van de in 1979 gebouwde fontein woedend was. Vanaf de grond is het hakenkruis niet te zien volgens de burgemeester.

## Economie
- In 1987 sloot de Steenkoolmijn van Eisden.
- Maasmechelen Village is gebouwd op het terrein van de voormalige steenkoolmijn van Eisden. Het project kadert in de reconversie van het voormalige industriegebied, waar na verloop van jaren ook Terhills is opgezet.
- Net zoals de overige mijnwerkersgemeenten heeft Maasmechelen een werkloosheidsgraad die boven het Vlaamse gemiddelde ligt. In juni 2018 bedroeg deze 8,4%, wat op dat moment het laagste cijfer in meer dan 15 jaar was.[15]

## Sport
Maasmechelen telt talloze sportclubs voor jongeren en volwassenen, dit zijn de belangrijkste:

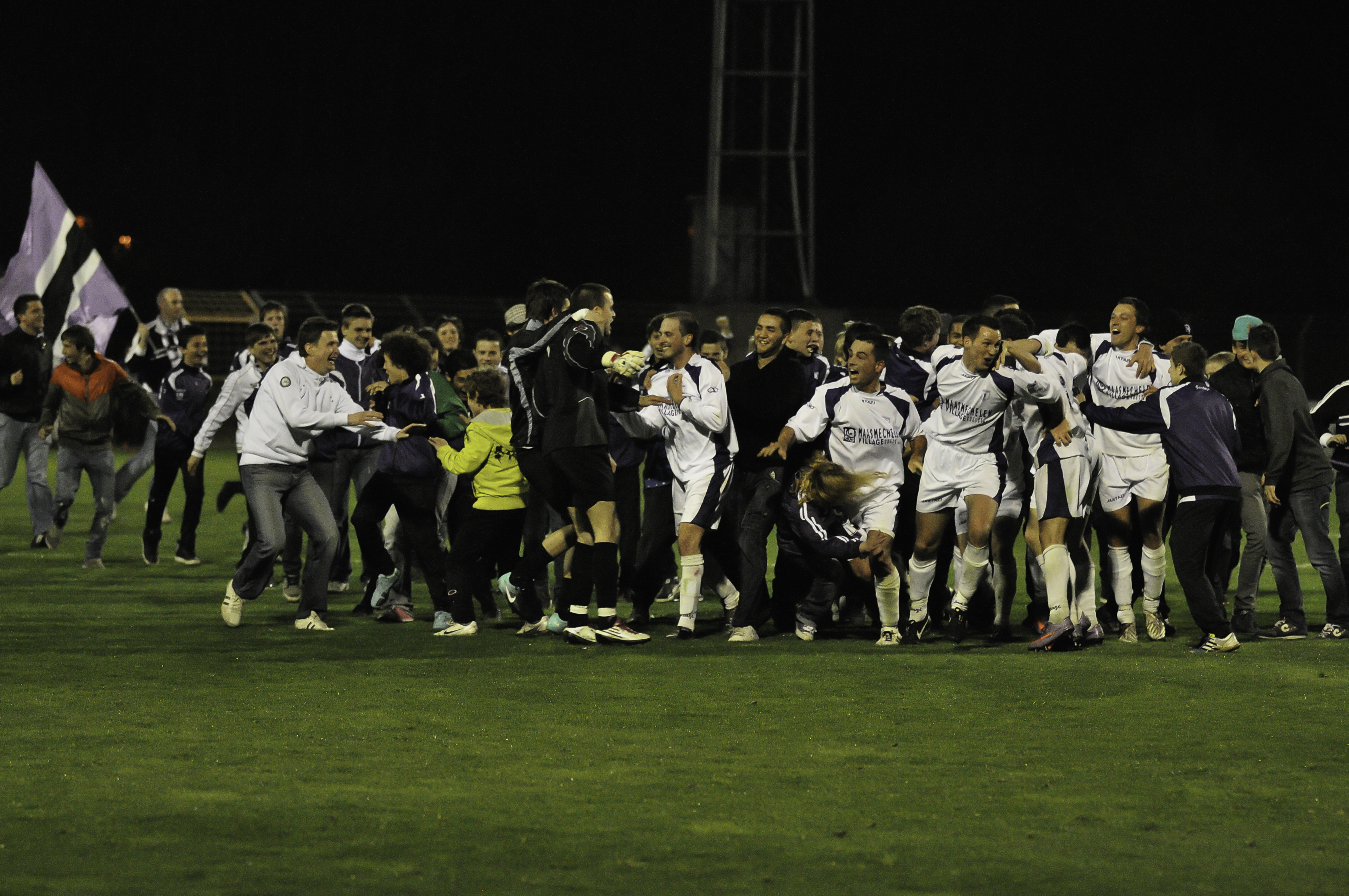
Patro Eisden promoveert naar 3e klasse (10-04-2011)

### Voetbal
- Boorsem Sport (2de Prov.)
- Eendracht Mechelen-aan-de-Maas (1ste Prov.)
- Patro Eisden Maasmechelen (Challenger Pro League)
- Uikhoven UVC (4de Prov.)
- Lindeboys Sporting Leut (4de Prov.)
- FC Umitspor Maasmechelen (3de Prov.)
- Grimbie 69 (3de Prov.)

### Zaalsporten
- Volleybal: Warsco-Units Eisden
- Volleybal: Uvoc Uikhoven
- Basketbal: bc Maasmechelen
- Handbal: HC Maasmechelen '65
- Badminton: Badma B.C.
- Tafeltennis: TTC Mattec

### Andere
- Tennis: Koninklijke Tennisclub Limburg-Maas
- Zwemmen: AZVM, ZCM
- Snooker: Snooker sports
- Schietsport: 't Mikpunt
- Petanque: PC-Eisden

## Bekende personen
- Arnold Hyacinth van Wynants (1671-1732) geestelijke en bestuurder
- Charles-Ghislain Vilain XIIII (1803-1878) diplomaat en politicus
- Theodore Hauben (1835-1921), arts en hoogleraar
- Noël Gubbels (1874-1950), missiebisschop
- John Terra (1951), zanger
- André Steemans (1954-2009), televisiepresentator
- Leon Lemmens (1954-2017), bisschop
- An Nelissen (1955), actrice, cabaretière
- Emmanuel Karagiannis (1966), voetballer
- Patrick Stevens (1968), atleet
- Ronald Janssen (1971), leraar en moordenaar
- Meryame Kitir (1980), politicus
- Anke Buckinx (1980), presentatrice, actrice
- Katerine Avgoustakis (1983), zangeres
- Marco Ospitalieri (1992), voetballer
- Jens Schuermans  (1993), mountainbiker
- Mike Penders (2005), voetballer

## Stedenbanden
Maasmechelen heeft zusterbanden met de volgende steden:
- Skofja Loka (Slovenië)